# Parklife
Parklife är den brittiska rockgruppen Blurs tredje studioalbum, utgivet den 25 april 1994. Det anses vara ett av britpopens viktigaste album. Skivan innehåller allt från punk till kärleksballader. 
Basisten Alex James sjunger på spåret "Far Out" och "Parklife" framförs tillsammans med skådespelaren Phil Daniels. Parklife bjuder även på en duett med Damon Albarn och Laetitia Sadier från Stereolab, på låten "To the End". 
Singlar från skivan är "Girls & Boys", "Parklife", "To the End" samt "End of a Century".

## Låtlista
Alla sånger av Damon Albarn, Graham Coxon, Alex James och Dave Rowntree.
1. "Girls & Boys" - 4:51
2. "Tracy Jacks" - 4:20
3. "End of a Century" - 2:45
4. "Parklife" - 3:05
5. "Bank Holiday" - 1:42
6. "Badhead" - 3:25
7. "The Debt Collector" - 2:10
8. "Far Out" - 1:41
9. "To the End" - 4:05
10. "London Loves" - 4:15
11. "Trouble in the Message Centre" - 4:09
12. "Clover Over Dover" - 3:22
13. "Magic America" - 3:38
14. "Jubilee" - 2:47
15. "This Is a Low" - 5:07
16. "Lot 105" - 1:17